# Лосиноостровская (станция)
 Выявленный объект культурного наследия № 638877965
Лосиноостро́вская — узловая железнодорожная станция Ярославского направления Московской железной дороги в городе Москве. Входит в Московско-Курский центр организации работы железнодорожных станций ДЦС-1 Московской дирекции управления движением. По основному характеру работы является участковой, по объёму работы отнесена к 1 классу.
На станции располагается локомотивное депо Лосиноостровская (в настоящее время филиал депо Орехово-Зуево).

## История

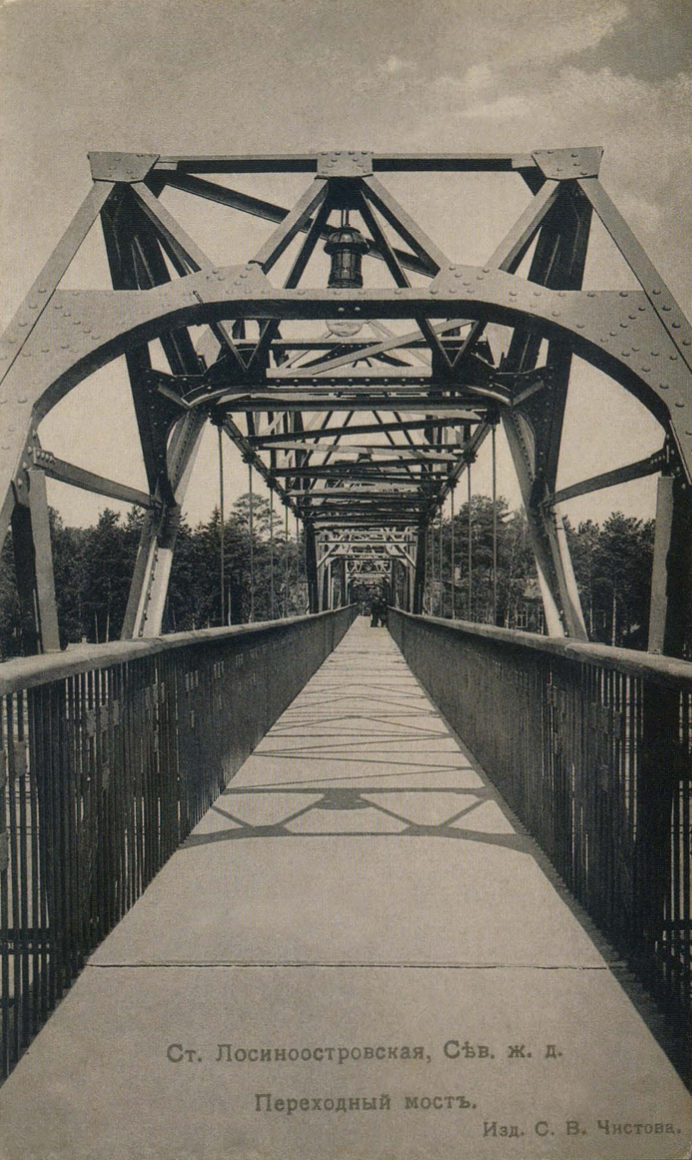
Пешеходный путепровод на ст. Лосиноостровская, 1910-е годы

В 1898 году на Московско-Ярославской железной дороге была открыта сортировочная станция 10-й версты. После чего в этой местности бурно начало развиваться дачное строительство. Лосиноостровская была открыта на основе старой станции в 1902 году. Железнодорожная станция или платформа была названа по находящемуся рядом с ней лесному массиву Лосиный Остров. В свою очередь дачный посёлок Лосиноостровская, образовавшийся вблизи станции, назван по железнодорожной станции Лосиноостровская. Осенью 1912 года был открыт пешеходный путепровод через железную дорогу, соединивший две части Лосиноостровской.

## Пассажирская часть
Пассажирский сегмент состоит из пяти главных путей, одной боковой и трёх островных платформ, соединённых пешеходными путепроводами. Ранее существовавший 5-й путь для оборота электричек, следующих только до Лосиноостровской, демонтирован при реконструкции станции и расширении платформы № 1 на Москву. Платформа № 3 используется, в основном, для экспрессов «Спутник», курсирующих по маршрутам Москва — Болшево, Москва — Пушкино, Москва — Монино и др., также на неё прибывают электропоезда, проходящие участок от Москвы до Мытищ с одной остановкой на Лосиноостровской.
Над всеми платформами установлены полупрозрачные навесы. Платформы оборудованы турникетами для прохода пассажиров, возможен свободный переход между платформами по пешеходному путепроводу в южной части станции.
Выходы на Анадырский проезд, Хибинский проезд, улицы Менжинского, Рудневой, Коминтерна, Дудинка.
Кроме одноимённого о. п., в границах станции также частично находятся платформы Ростокино только по II,IV путям и Лось только по I,III путям. До реконструкции направления (строительство пятого пути и сдвиг платформы Северянин/Ростокино) в границах частично находилась только платформа Северянин только по III пути.

## Сортировочная работа
Станция 1 класса, ранее была внеклассной. Здесь имеется 10 парков:
- приём-отправочные парки № 1, 2 (демонтирован при строительстве 5-го главного пути), 3, 5, 6,
- отправочный парк № 4,
- сортировочный парк № 7,
- парк № 10,
- парк отстоя Северянин,
- Ярославский парк (бывшая самостоятельная станция Москва-Товарная-Ярославская).

Специализация приёмоотправочного парка № 1 такова: на 2, 3, 4 и 5 пути принимаются поезда, в основном, со станций Ярославского направления, а также Большого кольца Московской ЖД. 6 и 7 пути предназначены для отправления готовых составов сборных и вывозных поездов, переставляемых углом из сортировочного парка № 7 на вышеупомянутые направления, при условии, что длина поезда не превышает 45 условных вагонов. Составы с большей длиной переставляются в парк отправления № 4.
Специализация приёмоотправочного парка № 6 выглядит следующим образом: Путь 1 является ходовым, по нему протаскивают составы из 1 парка, прибывшие в расформирование. Остальные пути № 2, 3, 4, 5, 6 и 7 предназначены для приёма-отправки поезда. Прибывают в парк № 6 поезда с Малого кольца Московской ЖД. При недостатке свободных путей в 6 парке готовые составы перетаскивают в 4 парк и по вытяжке и 2 пути парка 10 отправляют поезд на Кольцо.
В парке отправления № 4 ходовым является 1 путь, по нему прогоняют электровозы, протаскивают составы углом в 1 парк, поскольку 1 и 7 парки расположены параллельно. 2, 3, 4 и 5 пути предназначены для отправления поездов на северные назначения. На 6/4 производятся погрузочно-выгрузочные работы почтово-багажных грузов, сопровождаемых проводниками, и тарно-штучных грузов.
Расположение парков комбинированное и сделано следующим образом. 6, 7 и 4 располагаются последовательно, 1, 7 и 10 параллельно, 6, 5 и 3 параллельно.

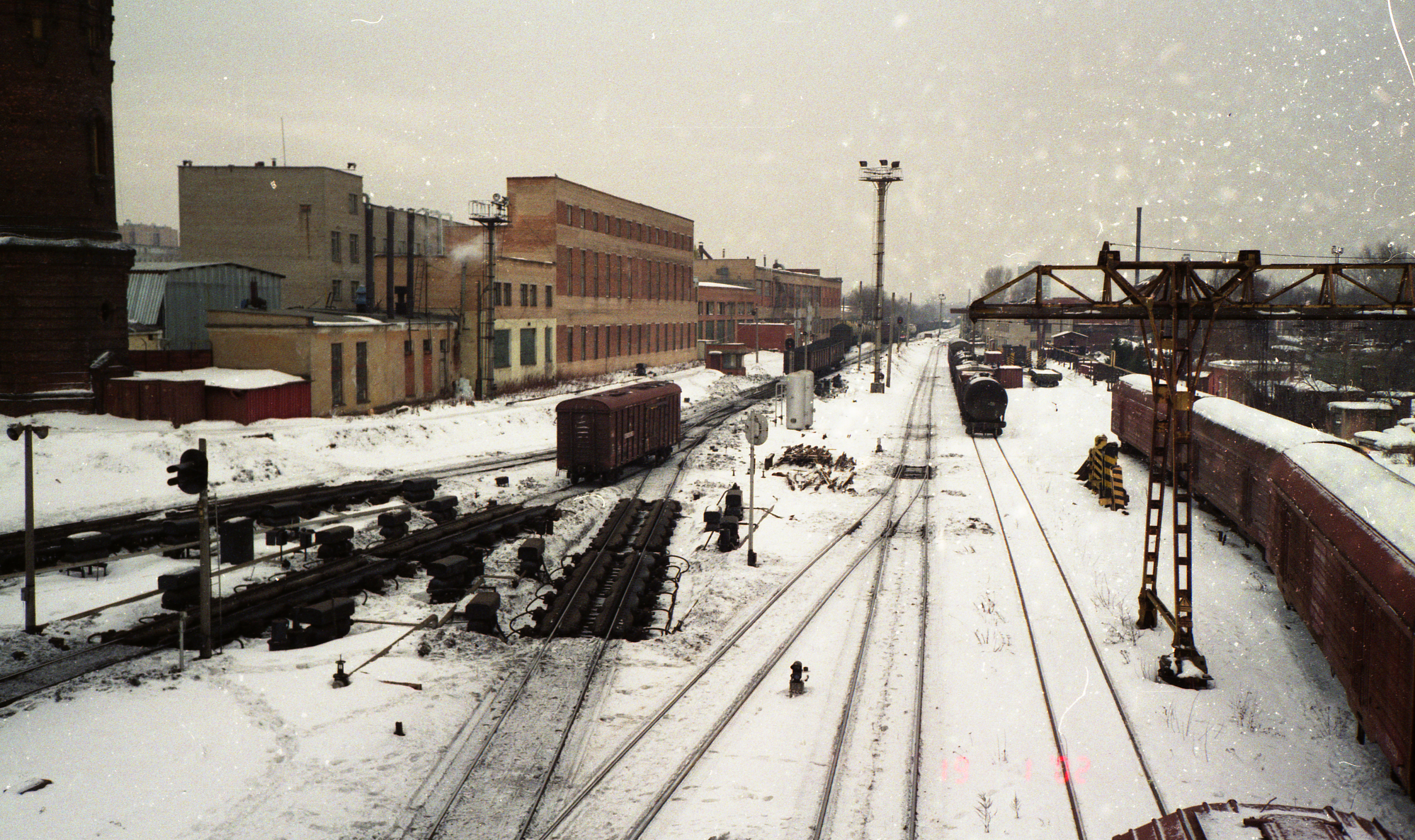
Сортировочная горка на станции Лосиноостровская (2002)

Из сортировочных устройств на станции присутствует горка средней мощности, которая имеет 2 пути надвига и один путь роспуска, при этом параллельное расформирование невозможно вследствие того, что первая тормозная позиция из двух оборудована двумя горочными замедлителями. Вторая тормозная позиция представлена уже шестью замедлителями по два на каждый пучок сортировочного парка № 7. Далее скорость движения отцепов контролируется регулировщиками при помощи тормозных башмаков, которые заблаговременно подходят по указанию ДСПГ на тот или путь, куда будут подаваться отцепы. ДСПГ даёт указания регулировщикам по громкоговорящей связи или по рации. Полностью отцепы останавливаются в 7 парке двумя оградными тормозными башмаками, которые ставят примерно за 10—12 условных вагонов до сигнала. Контролируют остановку отцепов составители поездов 19 поста, работающие в выходных горловинах сортировочного парка.
В сортировочном парке № 7 имеется 16 путей, один из которых тупиковый (36), и 2 выходные горловины: малое и большое крылья. В малом находятся 6 путей (15, 16, 18, 21, 22, 23), в большом имеются 10 (24, 25, 26, 27, 28, 31, 32, 33, 35, 36). Как правило, с малого крыла поезда формируются на Кольцо, Лобню, Ховрино и т. д. На 26, 27 и 28 путях формируются сборные, вывозные, а также угловые поезда с перестановкой последних в парк № 1. На № 31 пути накапливаются вагоны назначением Лосиноостровская, одни из которых вырабатываются для подачи на пути необщего пользования, другие, уже прошедшие ПРР, вновь перерабатываются для распределения по назначениям. Остальные пути 3 пучка предназначены для северных направлений.
На станции находятся восстановительный и пожарный поезда с номерами 3001 и 2348 соответственно. Последний находится на 3/2, а также локомотивное депо ТЧ-6, и 2 эксплуатационных депо ВЧД-1 и ВЧДЭ-1, где производятся осмотр и ремонт маневровых тепловозов, вагонов и отстой магистральных электровозов.
В 2017 году станция в связи с падением объёма работы переведена из сортировочной в разряд участковых. Вагонопоток перераспределён на крупнейшую в Москве станцию Люблино-Сортировочное.

## Персонал и управление
По состоянию на июнь 2022 года персонал 112 железнодорожников.
Начальник станции Азимов Станислав Альбертович.
Главный инженер Трушкин Валерий Витальевич.

## Демонтированная ветка на Бескудниково
Ранее к станции подходила железнодорожная линия, соединявшая Лосиноостровскую со станцией Бескудниково Савёловского направления Московской ЖД. Для посадки в поезда в направлении Бескудниково на станции была отдельная короткая платформа, на которую вела лестница с пешеходного путепровода над путями, после закрытия Бескудниковской ветки платформа была разрушена. Пассажирское сообщение до станции Бескудниково от Лосиноостровской было прекращено в 1966 году, полностью ветка закрыта в 1987 году и позднее разобрана.

## Наземный общественный транспорт
На этой станции можно пересесть на следующие маршруты городского пассажирского транспорта:
- Автобусы: м54, 124, 183, 238, 238к, 601, 928

## Фотографии

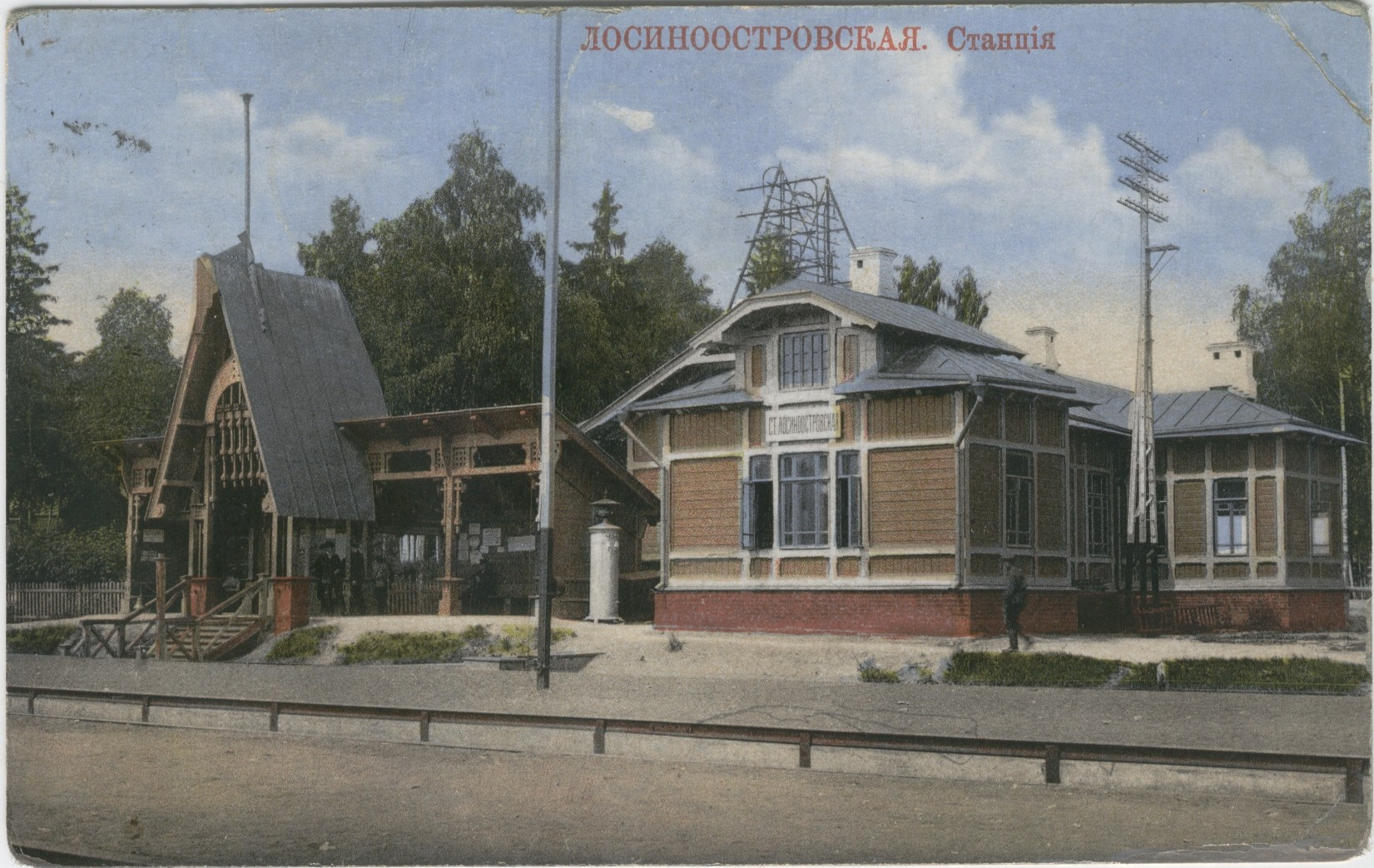
Станция Лосиноостровская, 1910-е годы
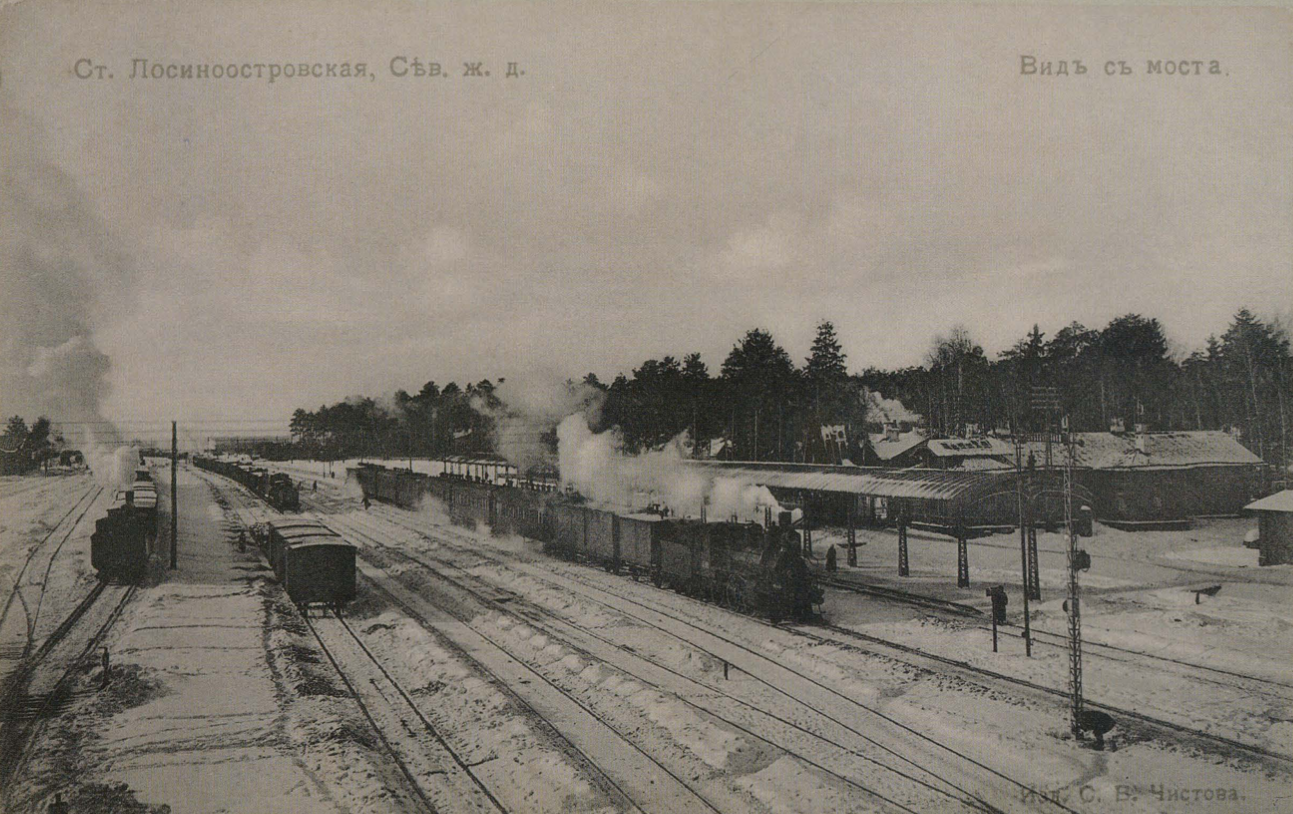
Вид с путепровода через железную дорогу, 1910-е годы
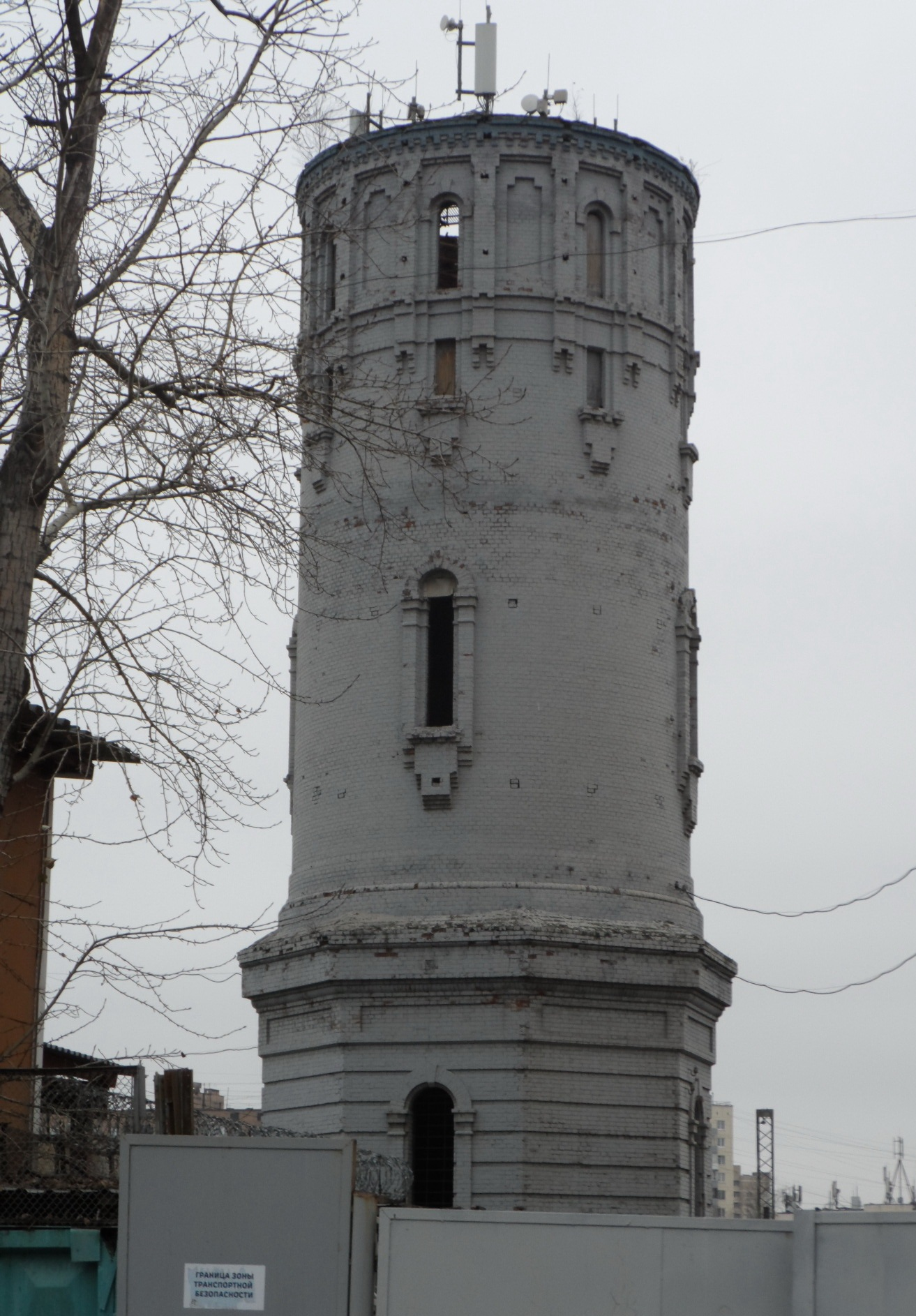
Водоёмная башня (1898—1901)
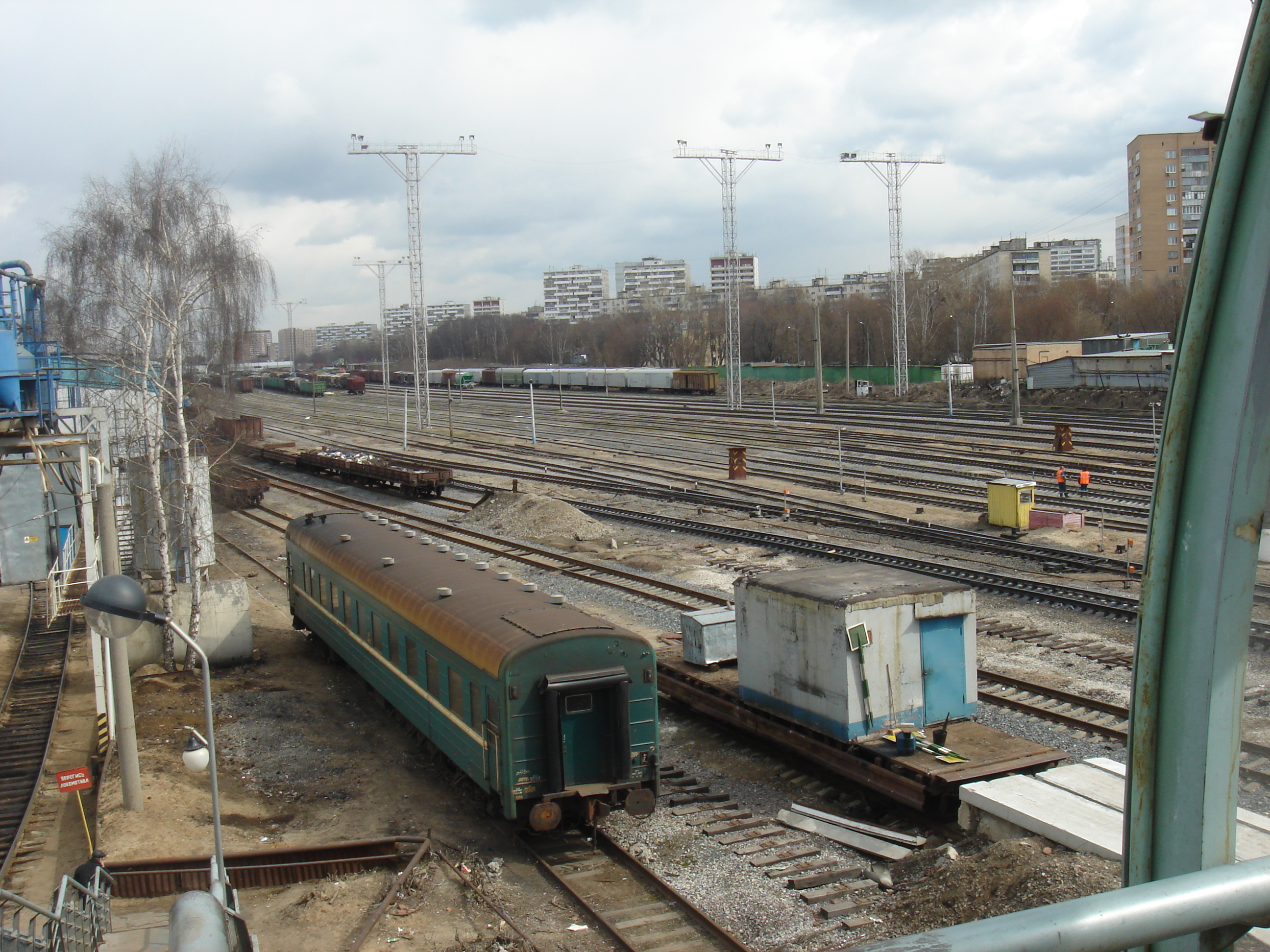
Путевое развитие станции
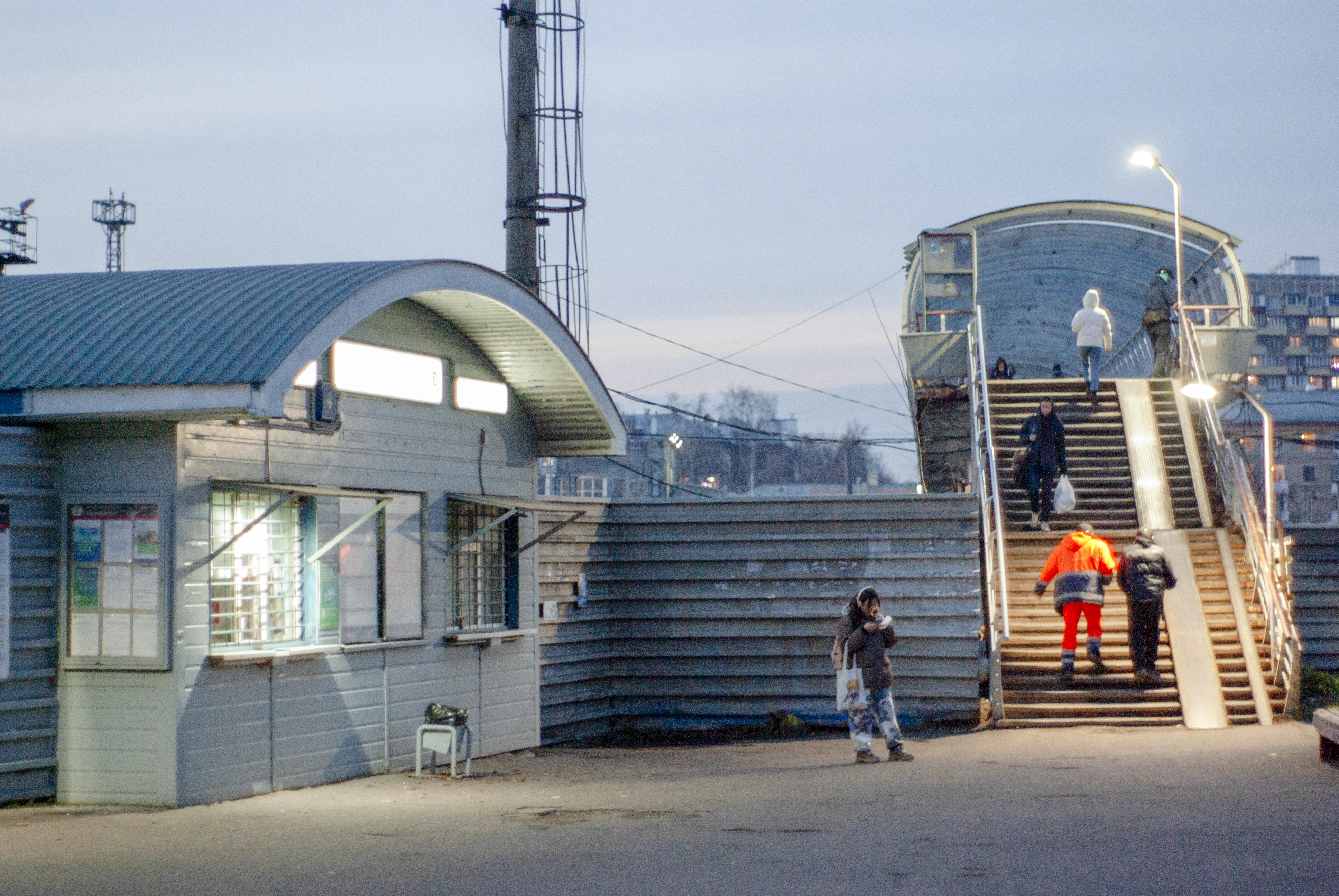
Восточная билетная касса и путепровод

## Факты
- Станция Лосиноостровская находится далеко от одноимённой улицы.
- Район Москвы вблизи станции ныне называется Лосиноостровский и входит в Северо-Восточный округ. Сама московская часть национального парка «Лосиного острова» входит в состав Восточного округа.
- 30 декабря 1941 года на станции произошёл мощный взрыв эшелона с боеприпасами. От взрыва сильно пострадали санитарный поезд и эшелон №47045, который вез на фронт 18-ю воздушно-десантную бригаду. Погибли 396 человек. Они захоронены на Раевском кладбище и Леоновском кладбище города Москвы[8].
- На станции Лосиноостровская снимались сцены кинофильмов «Вокзал для двоих», «Служебный роман», «Место встречи изменить нельзя», станция упоминается в романе «Эра милосердия», по которому снят фильм.